# Stewart Brand

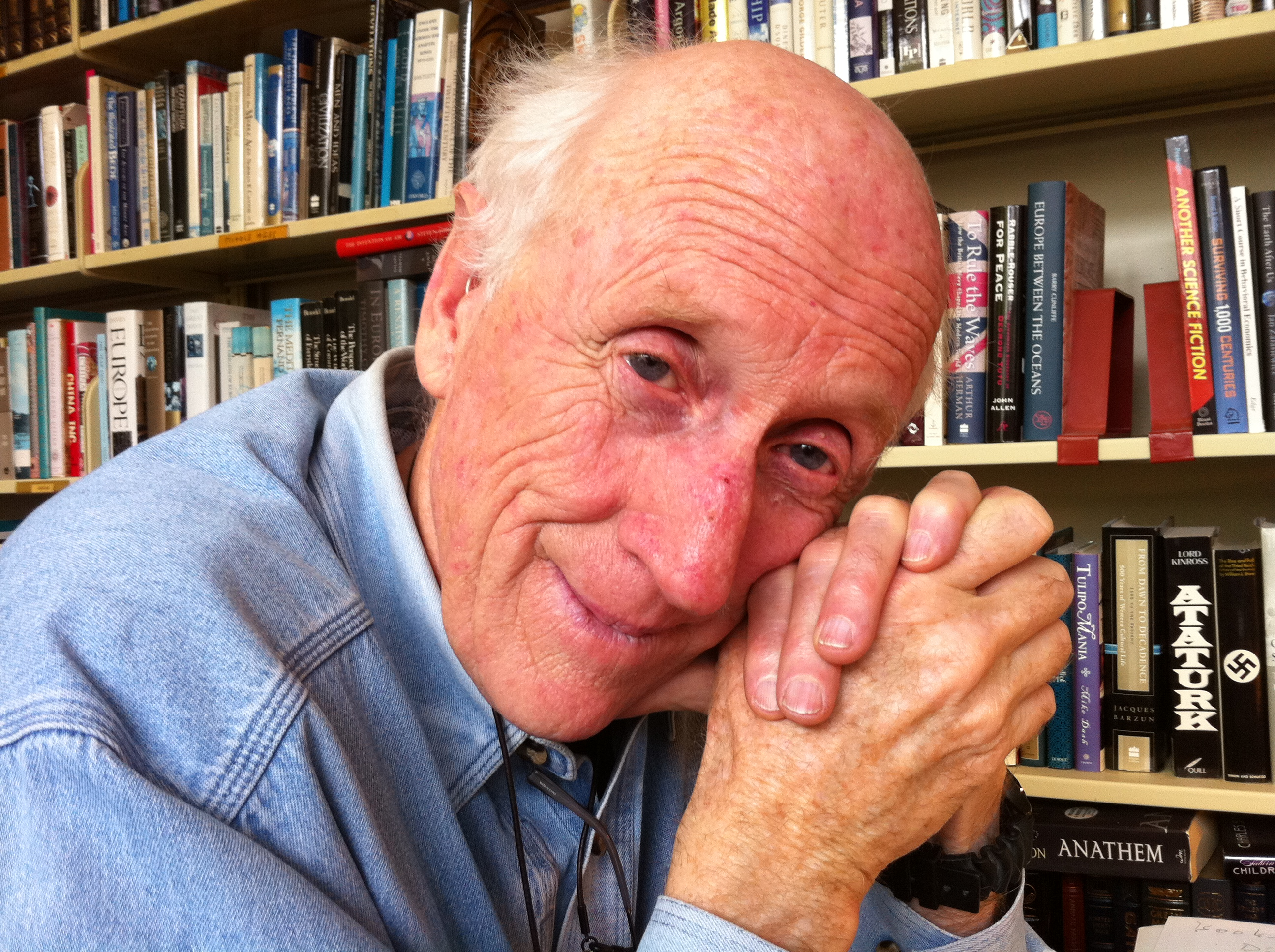
Stewart Brand, december 2010

Stewart Brand (14 december 1938, Rockford, Illinois) is een Amerikaans schrijver, vooral bekend als samensteller van de Whole Earth Catalog. Brand was een invloedrijke figuur in de tegencultuur die ontstond in het Californië van de jaren 60 en meer specifiek in de San Francisco Bay Area. Hij schreef zowel over ecologie als over nieuwe technologieën en de relatie tussen die twee. Hij heeft diverse organisaties opgericht, waaronder The WELL, het Global Business Network en de Long Now Foundation.

## Jaren 60
Brand studeerde in 1960 af in biologie aan de Stanford-universiteit in Californië. Na zijn militaire diensttijd studeerde hij vervolgens design aan het San Francisco Art Institute en fotografie aan de San Francisco State University en nam hij deel aan een wetenschappelijke studie van het destijds legale LSD. De ideeën van Buckminster Fuller en Marshall McLuhan hadden een grote invloed op Brand en de mensen in zijn omgeving.

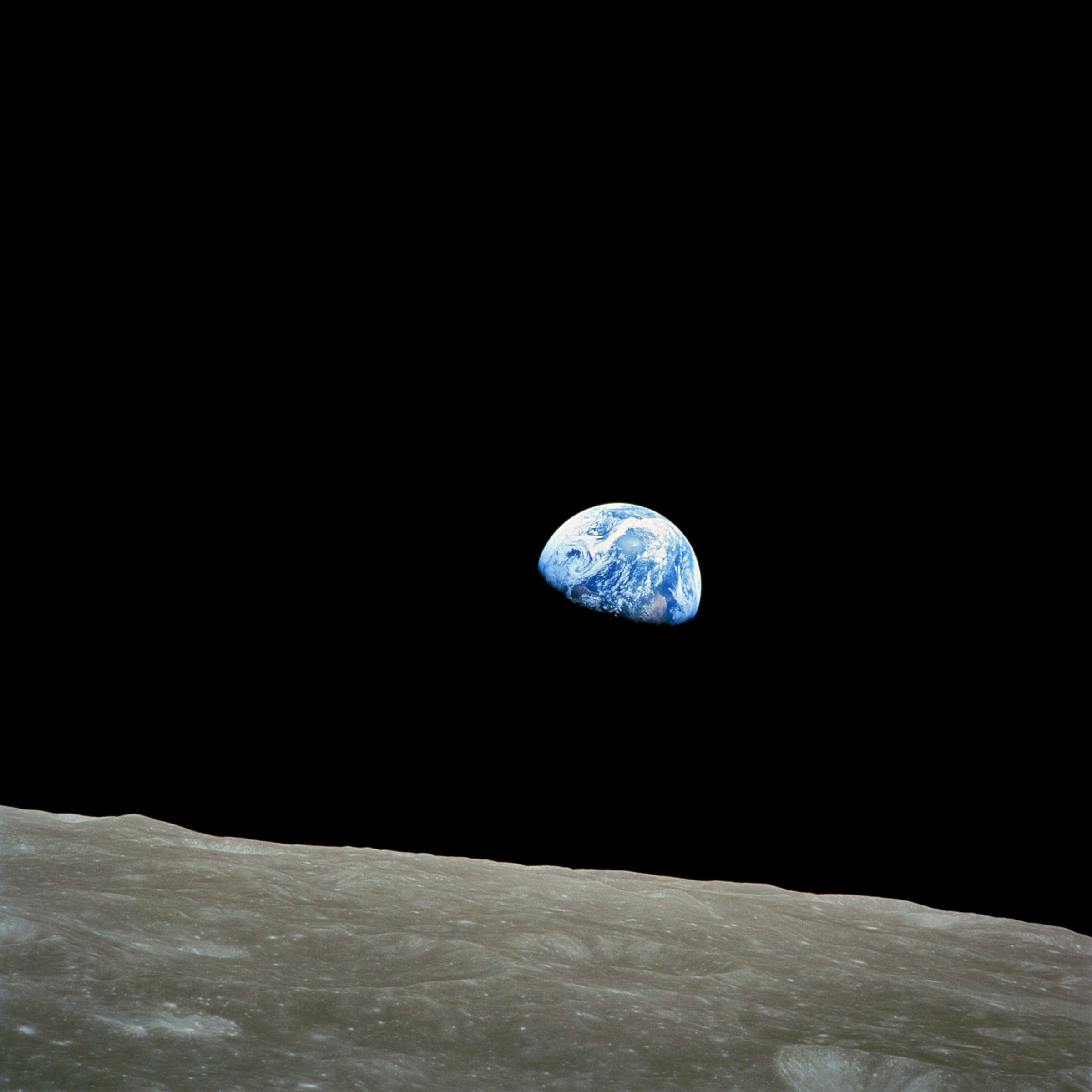
Earth From Space door William Anders, Apollo 8, 1968.

In 1966 voerde hij een grootschalige campagne om NASA aan te sporen een foto van de gehele Aarde, gezien vanuit de ruimte, vrij te geven. Brand was ervan overtuigd dat zo'n foto mensen zou confronteren met de "eindigheid" van de planeet en ze zou stimuleren tot een mondiaal perspectief en een meer duurzame relatie met het Systeem Aarde. In december 1968 werden door astronauten van de Apollo 8-missie daadwerkelijk dergelijke foto's gemaakt. Volgens Brand was het geen toeval dat de eerste "Earth Day" (Dag van de Aarde) gehouden werd in april 1970.

## Whole Earth Catalog
Eind jaren 60 en begin jaren 70, in de hoogtijdagen van de hippiebeweging, leefden zo'n 10 miljoen Amerikanen in communes. In 1968 begon Brand met de publicatie van de Whole Earth Catalog, een gids met als ondertitel "Access to tools" ("toegang tot gereedschappen"). Hierbij ging het om een grote verscheidenheid aan dingen die men nodig kon hebben wanneer men zo zelfvoorzienend mogelijk probeerde te leven: boeken, kaarten, tuingereedschap, zaden, speciale kleding, timmermans- en metselaarsgereedschappen, bosbouwgereedschap, tenten, lasapparatuur, professionele tijdschriften, vroege synthesizers en personal computers etc. In de Whole Earth Catalog kon men lezen waar en tegen welke prijs deze dingen te koop waren. Tevens nodigde Brand experts op relevante gebieden uit om reviews te schrijven van de gereedschappen in de gids. De eerste publicaties van de gids vielen samen met de grote golf van sociaal en cultureel experiment en doe-het-zelf-cultuur in die jaren. Om de informatie actueel te houden, kwam de gids meerdere malen per jaar uit. Van de ("laatste") editie uit 1971 werden 1,5 miljoen exemplaren verkocht. In 1972 won deze uitgave een National Book Award. Vanwege aanhoudend vraag werd de gids daarna nog sporadisch uitgegeven tot 1998. De Whole Earth Catalog was een boekwerk van 28x36cm, waarvan de latere edities tot 2½ kilo konden wegen.

## CoEvolution Quarterly en Whole Earth Review
In 1974 begon Brand met het uitgeven van het tijdschrift CoEvolution Quarterly, gefinancierd uit de opbrengsten van de Whole Earth Catalog. Later schreef hij dat hij het tijdschrift startte "om te zien wat er zou gebeuren als een redacteur volledig vrij zijn gang kon gaan. Ik drukte alles waarvoor ikzelf de pagina zou blijven omslaan''. Een grote verscheidenheid aan onderwerpen kwam in het blad aan bod: De Gaia-hypothese, "watershed consciousness", eenvoudige leefstijl, de vroege personal computers, de vlaktaks, het effect van chemicaliën op de menselijke genen, de ideeën en verhalen van o.a. Amory Lovins, Christopher Alexander, Donella Meadows, beat poets Lawrence Ferlinghetti and Michael McClure (die een editie samenstelde), Paul Ehrlich, Ken Kesey, Gary Snyder, R. Crumb, Mary Catherine Bateson, Gregory Bateson, Ivan Illich, Paul Hawken, Kevin Kelly (de toekomstige redacteur van het tijdschrift Wired) en Howard Rheingold. In 1985 werd de naam CoEvolution Quarterly veranderd in Whole Earth Review. Tegenwoordig heet het Whole Earth.

## The Well
In 1985 richtte Brand samen met arts en epidemioloog Larry Brilliant de virtuele gemeenschap The Well ("Whole Earth 'Lectronic Link") op. Behalve internetfora biedt het e-mail, shell accounts en webpagina's. In de jaren 80 begon het als een bulletin board system en toen in de vroege jaren 90 commercieel internetverkeer werd toegestaan, ontwikkelde het zich gaandeweg tot zijn huidige vorm. Het boek "The Virtual Community" van Howard Rheingold is gebaseerd op zijn ervaringen als actief lid. The Well won in 1990 de Best Online Publication Award van de in 2000 opgeheven Computer Press Association.

## Global Business Network
In 1987 richtte Brand met een aantal vrienden het Global Business Network op, een adviesbureau dat bedrijven, ngo's en overheden helpt te plannen voor diverse mogelijke toekomstscenario's. GBN heeft haar hoofdkantoor in San Francisco en heeft vestigingen in New York, Londen en Cambridge, Massachusetts.

## The Long Now Foundation
Brand is mede-oprichter en President van de Raad van bestuur van The Long Now Foundation, een stichting die langetermijndenken en het nemen van verantwoordelijkheid tracht te stimuleren. De stichting is opgericht in 01996 (men gebruikt 5-cijferige jaartallen, om aan te geven dat het jaar 10.000 binnen hun perspectief een relevante datum is).

#### 10.000 Year Clock
De stichting is een "10.000 Year Clock" aan het bouwen, ontworpen door Danny Hillis, die in een berg in West-Texas met minimaal onderhoud, onafgebroken voor een periode van minimaal 10.000 jaar moet kunnen tikken. De klok gaat lopen op mechanische energie, gewonnen uit zonlicht en energie van bezoekers. De voornaamste gebruikte materialen zijn speciaal roestvast staal en titanium, met keramische kogellagers.

## Publicaties

#### Boeken
- II Cybernetic Frontiers, 1974, ISBN 0-394-49283-8 (hardcover), ISBN 0-394-70689-7 (paperback)
- The Media Lab: Inventing the Future at MIT, 1987, ISBN 0-670-81442-3 (hardcover); 1988, ISBN 0-14-009701-5 (paperback)
- How Buildings Learn: What Happens After They're Built, 1994. ISBN 0-670-83515-3
- The Clock of the Long Now: Time and Responsibility, 1999. ISBN 0-465-04512-X
- Whole Earth Discipline: An Ecopragmatist Manifesto, Viking Adult, 2009. ISBN 0-670-02121-0

#### Als redacteur of co-redacteur
- The Whole Earth Catalog, 1968-72
- Last Whole Earth Catalog: Access to Tools, 1971 (in 1972 winnaar van de National Book Award)
- Whole Earth Epilog: Access to Tools, 1974, ISBN 0-14-003950-3
- The (Updated) Last Whole Earth Catalog: Access to Tools, 16e editie, 1975, ISBN 0-14-003544-3
- Space Colonies, Whole Earth Catalog, 1977, ISBN 0-14-004805-7
- Als co-redacteur met J. Baldwin: Soft-Tech, 1978, ISBN 0-14-004806-5
- The Next Whole Earth Catalog: Access to Tools, 1980, ISBN 0-394-73951-5;
- The Next Whole Earth Catalog: Access to Tools, herziene 2e editie, 1981, ISBN 0-394-70776-1
- Als hoofdredecteur: Whole Earth Software Catalog, 1984, ISBN 0-385-19166-9
- Als hoofdredecteur: Whole Earth Software Catalog for 1986, "2.0 edition" of above title, 1985, ISBN 0-385-23301-9
- As co-redacteur met Art Kleiner: News That Stayed News, 1974-1984: Ten Years of CoEvolution Quarterly, 1986, ISBN 0-86547-201-7 (hardcover), ISBN 0-86547-202-5 (paperback)
- Introductie door Brand: The Essential Whole Earth Catalog: Access to Tools and Ideas, 1986, ISBN 0-385-23641-7
- Voorwoord door Brand: Signal: Communication Tools for the Information Age, redacteur: Kevin Kelly, 1988, ISBN 0-517-57084-X
- Voorwoord door Brand: The Fringes of Reason: A Whole Earth Catalog, redacteur: Ted Schultz, 1989, ISBN 0-517-57165-X
- Voorwoord door Brand: Whole Earth Ecolog: The Best of Environmental Tools & Ideas, editor: J. Baldwin, 1990, ISBN 0-517-57658-9